# 新荣站
新荣站位于中华人民共和国湖北省武汉市江岸区，是武汉地铁1号线与阳逻线的地铁换乘站。此站原先仅为1号线站点，与阳逻线上的新荣客运站分别为两个独立的站点，2022年12月30日新建换乘通道，使之成为1号线与阳逻线的换乘站。

## 车站结构
1号线车站位于解放大道与汉黄路的交汇处，沿解放大道布置。为南北走向。1号线车站为高架三层侧式站台，地面为解放大道主干道，上二层为车站站厅房屋。阳逻线车站位于后湖大道与汉黄路交叉口以西，沿后湖大道东西方向布设，为地下两层岛式车站，共设4个出入口，2组风亭，与轨道交通1号线可实施付费区内换乘。

### 楼层分布（1号线）
| 地上三层 | 侧式站台，右侧开门 | 侧式站台，右侧开门                           | 侧式站台，右侧开门 | 侧式站台，右侧开门 |
|          |                    | █ 1号线 往径河（丹水池）                     |                    |                    |
|          |                    | █ 1号线 往汉口北（堤角）                     |                    |                    |
|          | 侧式站台，右侧开门 |                                              |                    |                    |
| 地上二层 | 站厅               | 售票机、客服中心、洗手间（付费区）、聯外天橋 |                    |                    |
| 地面     |                    | 出入口                                       |                    |                    |

### 楼层分布（阳逻线）
| 地面     | 地面               | 出入口                               |  |  |
| 地下一层 | 站厅               | 售票机、客服中心、武漢通充值、洗手間 |  |  |
| 地下二层 |                    | █ 阳逻线 往后湖大道（百步亭花园路）  |  |  |
|          | 岛式站台，左侧开门 |                                      |  |  |
|          |                    | █ 阳逻线 往金台（幸福湾）            |  |  |

### 車站出口
|                                                 |      |      |
|                                                 |      |      |
| 出口編號                                        | 設施 | 照片 |
| A                                               |      |      |
| B                                               |      |      |
| C                                               |      |      |
| D                                               |      |      |
| E                                               |      |      |
| F                                               |      |      |
| G                                               |      |      |
| 注： 設有升降機 \| 設有輪椅升降台 \| 設有洗手間 |      |      |

## 历史
新荣站是武汉地铁1号线二期工程的站点之一。2010年7月29日正式开通运营（当时只启用了1号线部分），2017年12月26日启用阳逻线部分，2022年12月30日启用两线之间的付费区换乘通道。

## 接驳交通
3路、4路、211路、212路空调、232路、234路、301路、509路、577路、717路、727路、809路

## 邻近地区
省客集团新荣客运站，堤角中学，堤角公园，武汉肉联食品公司

### 内部链接
- 武汉地铁车站列表